# Carolina Rediviva
Carolina Rediviva (latin: "den återuppståndna Carolina") är en byggnad i Uppsala och en del av Uppsala universitetsbibliotek.
Grunden till byggnaden lades den 14 juni 1817, men officiell byggstart var 19 oktober 1819 och inleddes av kung Karl XIV Johan. Det officiella öppnandet skedde kl. 12 den 10 oktober 1841. Byggnaden är belägen i fonden av Vaksalagatan-Drottninggatan, på Carolinabackens krön mellan slottet, Odinslund och Engelska parken.
Husets latinska benämning är en anspelning på den äldre universitetsbyggnaden Academia Carolina som revs 1778.
Huset är idag ett byggnadsminne.

## Biblioteket
Carolina Rediviva är ett av Uppsala universitetsbiblioteks 11 bibliotek. Här finns bland annat litteratur inom humaniora, teologi och sociologi.  På Carolina Rediviva finns studieplatser, tidskriftsläsesal och en specialläsesal för att studera specialsamlingar och annat ömtåligt material. Chef för hela universitetsbiblioteket är sedan 2024 överbibliotekarien Johanna Hansson.

## Utställning och specialsamlingar
Innanför entrén till Carolina Rediviva finns ett utställningsrum, där man kan se delar av bibliotekets kanske mest kända handskrift, Silverbibeln (Codex argenteus) (endast ett originalblad tillsammans med pärmarna från 1600-talet samt en kopia av bokblocket visas). I den permanenta utställningen ingår även Carta marina. Innehållet i övriga montrar byts ut med jämna mellanrum.

## Byggnadens historia
Byggnaden ritades av arkitekten Carl Fredrik Sundvall. Förutsättningarna gjorde att bygget var en invecklad och svårlöst uppgift. Det gällde att inom ett begränsat utrymme få in både akademiens bibliotek som dess stora samlings- och festsal med dithörande vestibuler och trapphus. Sundvalls ritning visade en puritanskt enkel, stilsträng, obruten fasad i tre våningar, bakåt sträckte sig två flyglar, nära nog lika långa som den främre fasaden. Ritningarna godkändes 1813 men innan bygget kunde börja hade Sundvall i samråd med byggnadskommittén utarbetat ett nytt förslag. Fasaden var där förlängd, hade 15 fönster i rad istället för de ursprungliga 11, fasadens mitt var betonad genom en portik med fyra kolumner som bar upp en balkong. Överst under takkanten hade tillkommit en halvvåning med små cirkelrunda fönster. Denna ritning godkändes 1819. Festsalen antyddes ej i byggnadens yttre, den upptog två våningar i dess högra del, byggnadens hela mittparti upptogs av vestibulen och trapporna förlades i en utbyggnad på bakre fasaden. Uppförandet av de två sidoflyglarna, som skulle innehålla boksalar, fick vänta.
Bygget satte igång men de ansvariga var missnöjda, byggnadsledaren överstelöjtnant Jacob Magnus Nordencreutz gjorde på eget bevåg ändringar i ritningarna, konsistoriet tog hans parti gentemot arkitekten, och i februari 1821 avsade sig Sundvall all inblandning i projektet. Istället blev titulärprofessor K.J. Hjelm, tidigare elev hos den franske arkitekten Louis Jean Desprez, ombedd att bearbeta ritningarna. Hjelm ändrade en del detaljer men lät fasaden i huvudsak bli sådan Sundvall hade ritat den. Under årens lopp tillkom ytterligare en halvvåning med cirkelrunda fönster.
Byggnadsfonden var snart tom, riksdagen var tvungen att anslå mer pengar och kungen skänkte stora summor men 1841, då huset ansågs färdigt, återstod fortfarande dekoreringen av festsalen. Varken denna eller boksalarna kunde värmas upp, någon läsesal fanns inte, lokalerna var opraktiskt anordnade och dessutom otillräckliga då de två långsträckta flyglarna i Sundvalls förslag aldrig blivit uppförda. Mer än en tredjedel av byggnaden upptogs av förstugor och trappor.
Från färdigställandets initierades flera ombyggnadsförsök, varav många refuserades. Exempelvis gjordes förslag på att ändra byggnadens fönster invändigt för att släppa in mer ljus. År 1872 gjordes ombyggnadsförslag av arkitekten Adrian Crispin Peterson, e. o konduktör vid Överintendentsämbetet. Förslaget kritiserades hårt och refuserades.
Sedan Universitetshuset tagits i bruk 1887 användes huset som bibliotek från 1888. Stora ombyggnationer verkställdes 1888–1892 efter planer gjorda av Carl August Kihlberg. Stora trapphuset offrades då för behovet av läsesal, låneexpedition, bokmagasin m.m. Ytterligare ombyggnationer, efter ritningar av Axel Anderberg, ägde rum 1913–1917 då regeringen beviljade 599 000 kr till om- och tillbyggnationer. Anderberg ansvarade tillsammans med Jöran Curman för de om- och tillbyggnader som ägde rum 1934–1945. En stor ombyggnation ägde rum 1952–1971 och var ett verk av Peter Celsing. Byggnaden har sedan renoverats igen 2017–2019, denna gång av Johan Celsing.
De från början tre våningarna och två halvvåningarna har numera (2006) vuxit till 12 våningsplan, betjänade av 15 olika hissar och många trappor.

## Carolina Redivivas plats i studentkulturen
Carolina Rediviva står i centrum för Uppsalas blickar omkring kl. 15 varje valborgsmässoafton, då stadens studenter – både nuvarande och förutvarande – samlas i Carolinabacken. Exakt klockan 15.00 ger universitetets rector magnificus från bibliotekets balkong signal genom att vifta med och ta på sin studentmössa, varefter alla i backen gör detsamma och därefter hastigt ger sig av nerför backen för fortsatt firande. Man är tvungen att bege sig "galopperande" ner för backen till närmsta nation för att kunna inta traditionsenlig champagne, eftersom gatorna är packade av människor och det finns ett begränsat antal platser på nationernas champagnemottagningar. Därför kallas denna ritual "champagnegalopp". Andra uppgifter gör gällande att begreppet "champagnegalopp" kommer från att studenterna sprang (galopperade) runt till alla olika nationer i Uppsala och tog ett glas champagne på varje.
Valborgsseden stammar från den tid då läsåret slöts i maj och studenterna firade att årets läsperiod var över. Studentmössan var på den tiden ett alldagligt plagg som gärna bars året om – speciellt utanför lärosätet – av dem som var förunnade att studera. Mösspåtagningen i Carolinabacken har av och till direktsänts av Sveriges Television.

## Bildgalleri

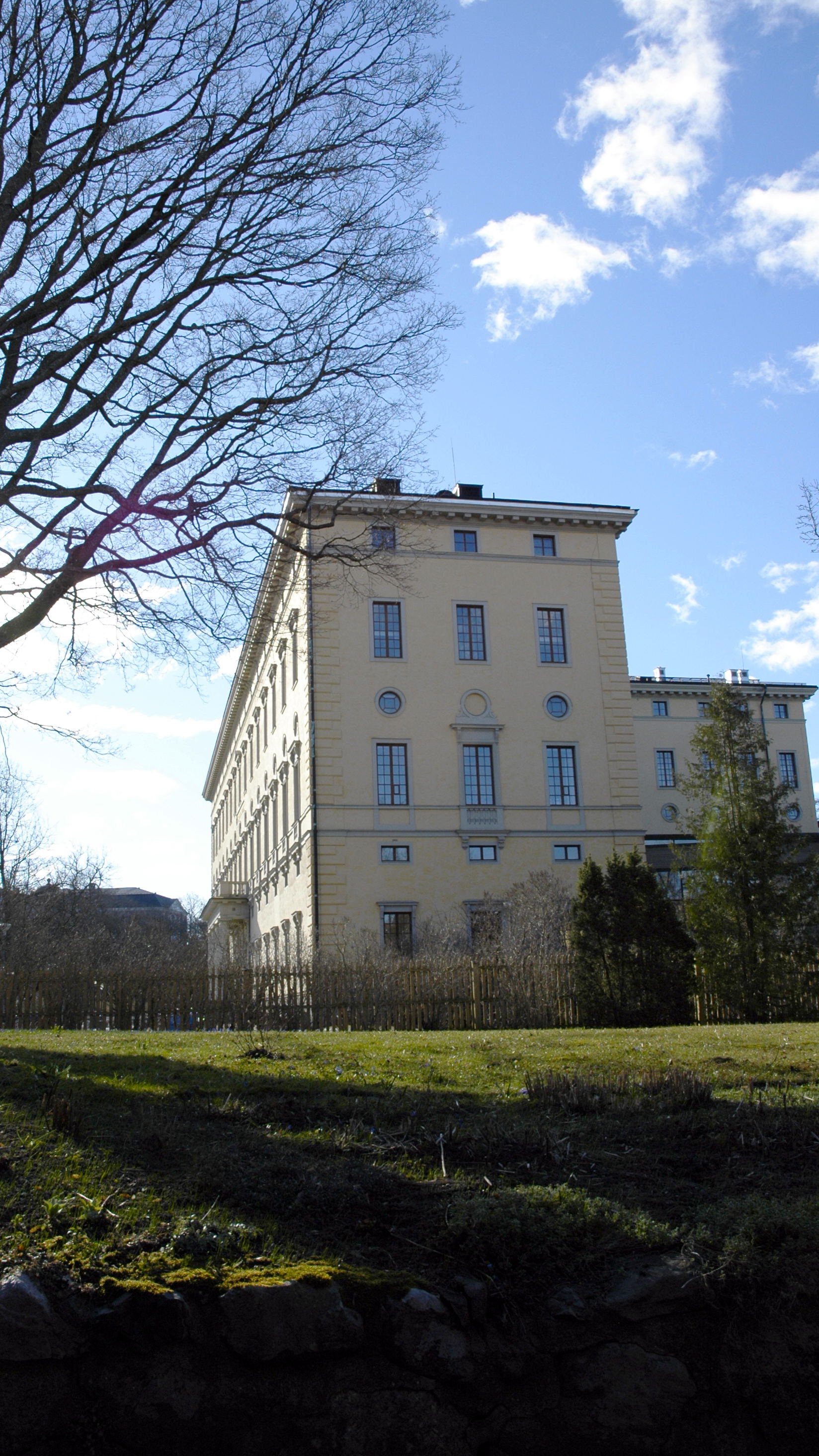
Mot norr.
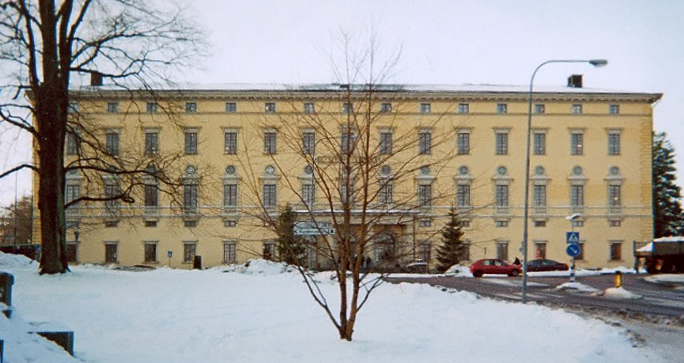
Carolinabacken.
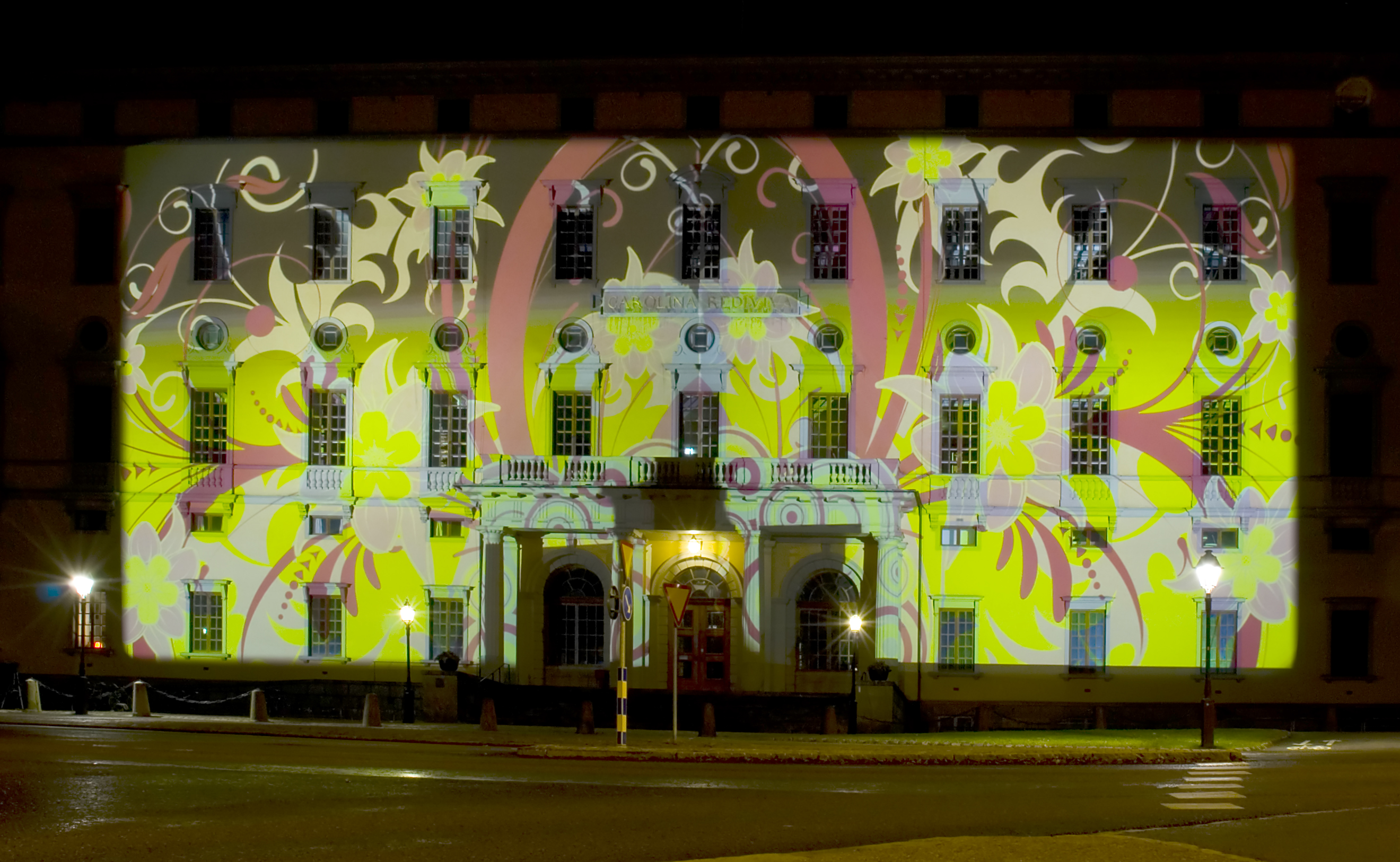
Allt ljus på Uppsala.
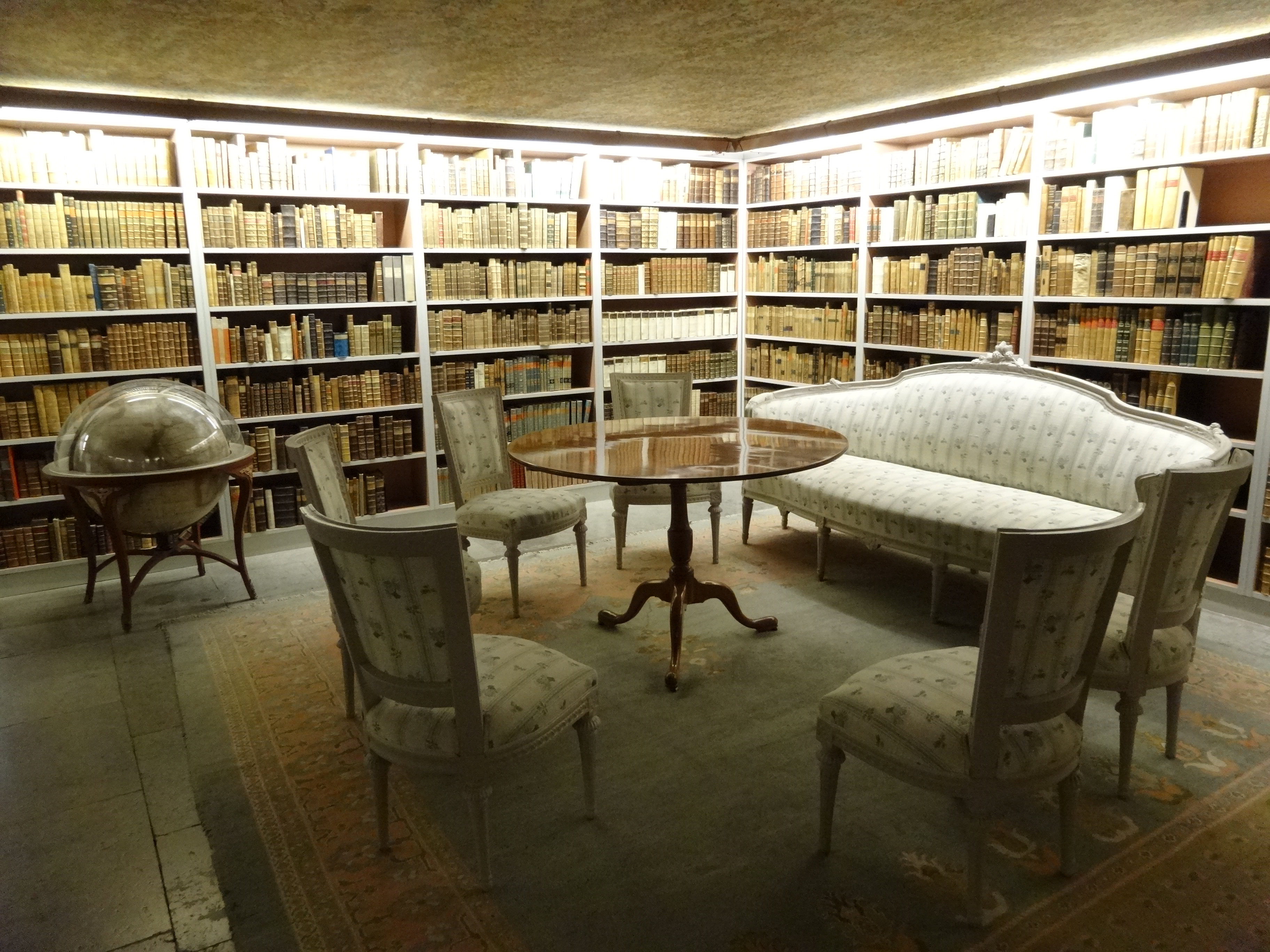
Interiör: Linnérummet
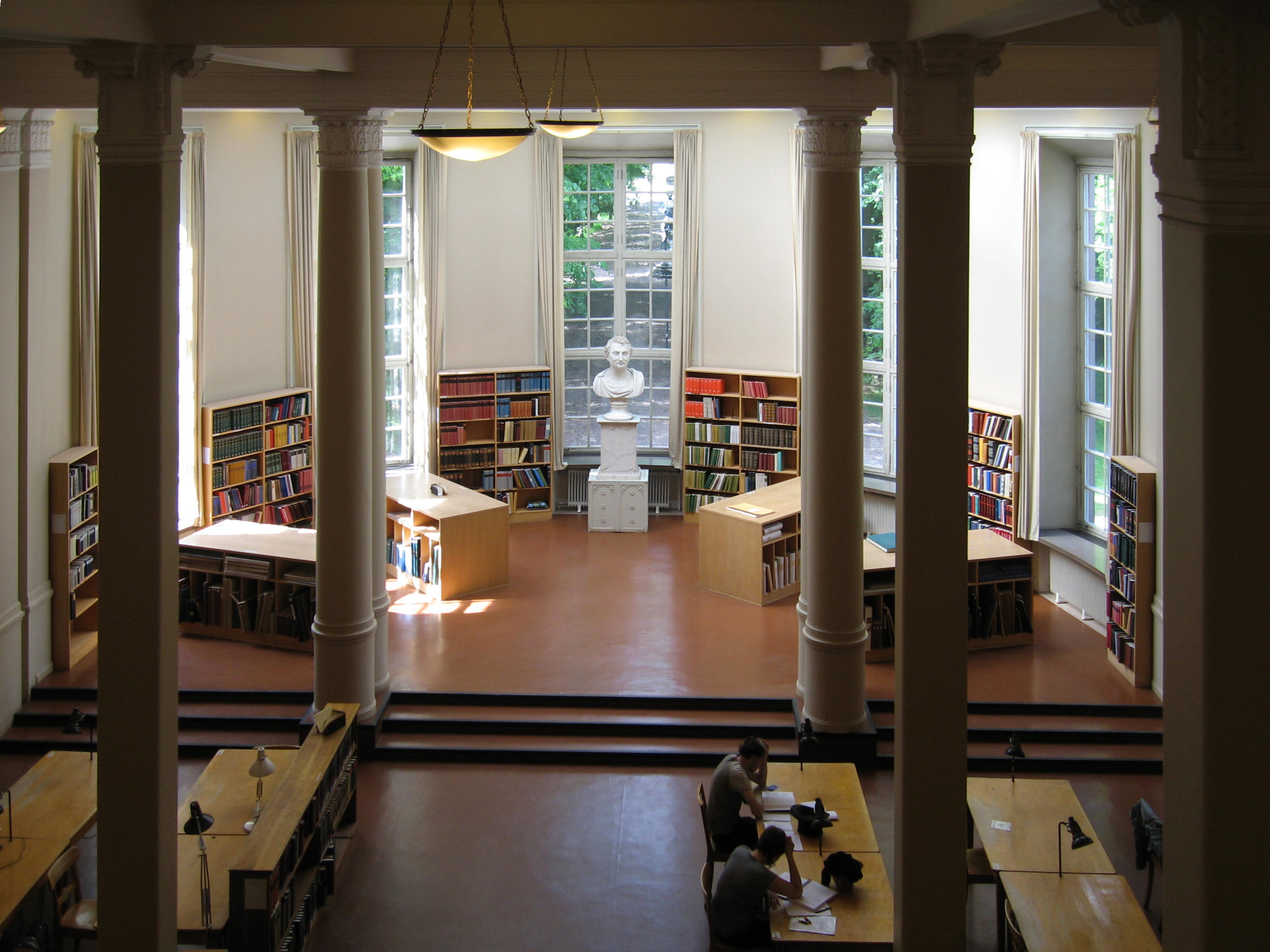
Interiör: Läsesal A
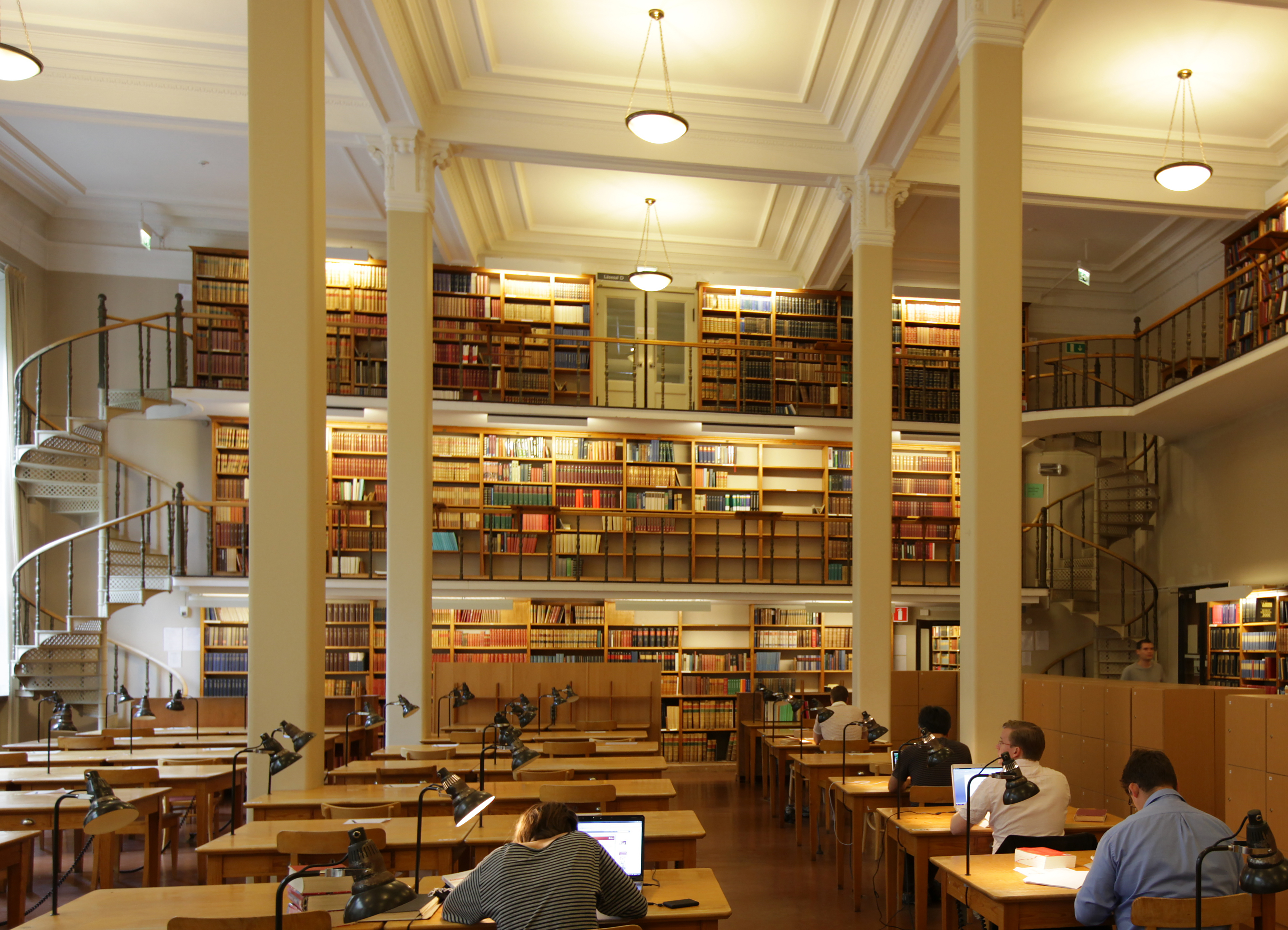
Interiör: Läsesal A
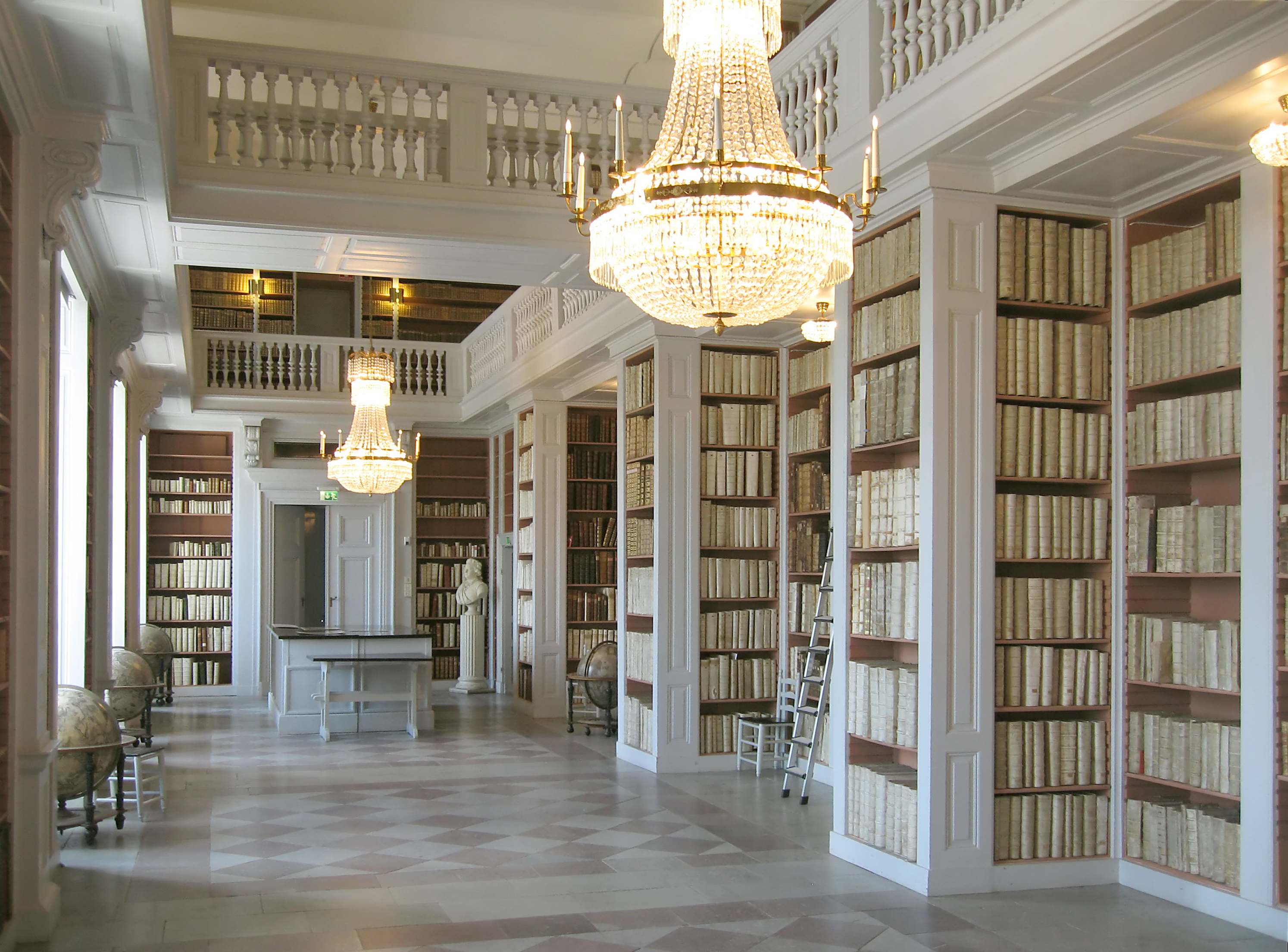
Interiör: Boksalen
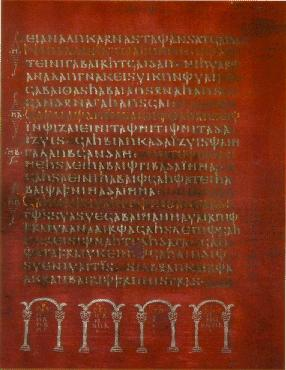
Silverbibeln.